# Xyala longicaudata
Xyala longicaudata är en rundmaskart. Xyala longicaudata ingår i släktet Xyala och familjen Monhysteridae. Inga underarter finns listade i Catalogue of Life.